# フルニキシン
フルニキシン（英:flunixin）とは非ステロイド性抗炎症薬（NSAID）の1つ。ニコチン酸の誘導体。通常はメグルミン塩として使用される。フルニキシンはほとんど代謝されず、蛋白結合率は95％程度である。

## 効果
アラキドン酸カスケードにおけるシクロオキシゲナーゼを阻害することによりプロスタグランジン類の生成を抑制する。ウマでは筋骨格疾患に由来する炎症の抑制や疼痛の緩解、ウシでは呼吸器疾患および内毒素血症に伴う発熱と炎症の抑制に使用される。フルニキシンに対して過敏反応を示したことのある動物に対しては使用は禁忌である。ネコでの使用は禁忌であるとされる場合があるが統一的な見解はない。